# Afrikanerin mit Spiegel

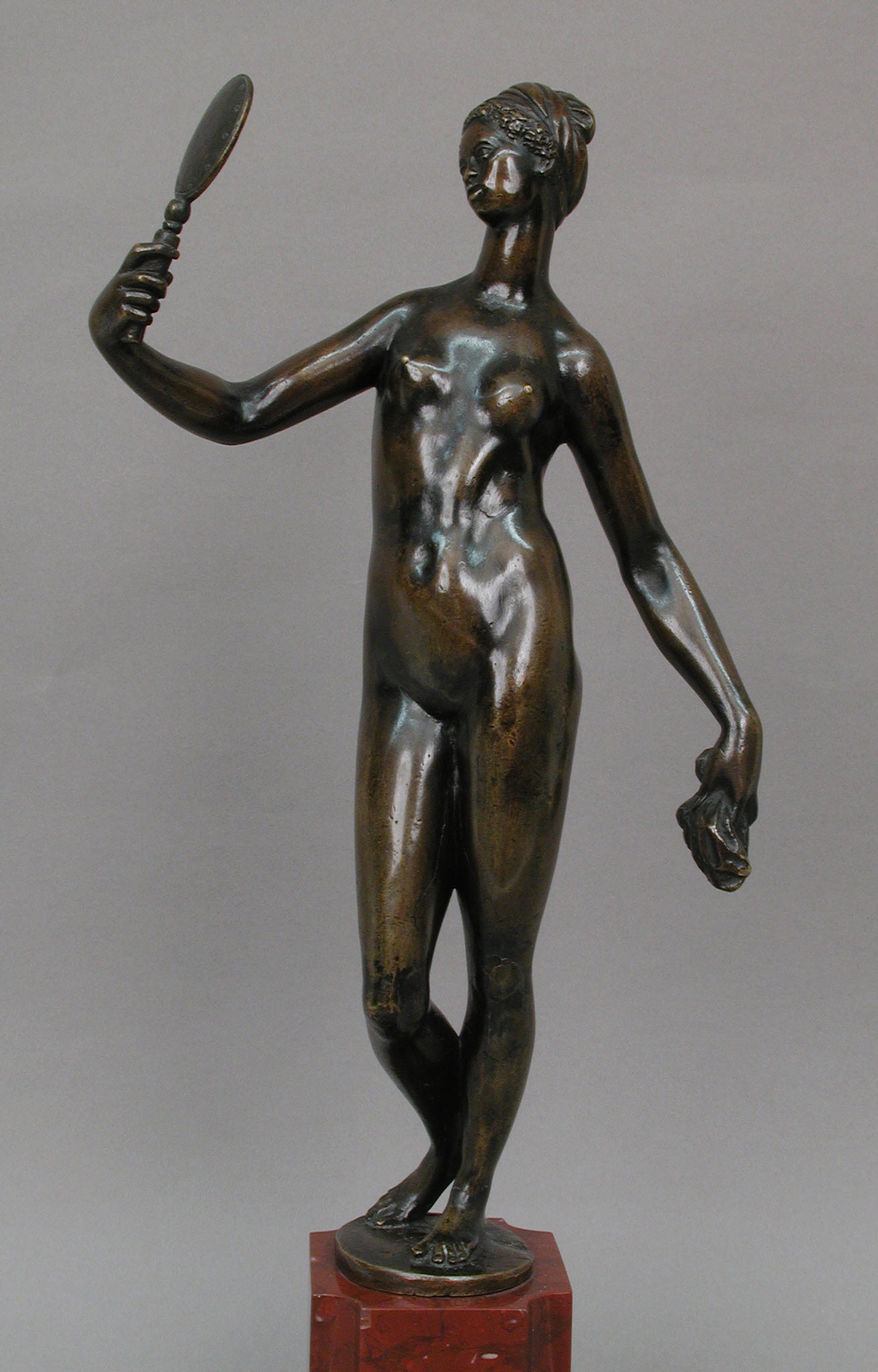
Afrikanerin mit Spiegel im Metropolitan Museum of Art

Die Statuetten einer Afrikanerin mit Spiegel, auch bekannt als Schwarze Venus oder historisch „Negervenus“, sind mehrere etwa 30 Zentimeter hohe Figuren aus der zweiten Hälfte des 16. oder der ersten Hälfte des 17. Jahrhunderts. Die Bronzegussfiguren stammen wahrscheinlich aus Frankreich oder den Niederlanden und stellen Abgüsse eines heute nicht mehr vorhandenen Originals dar. Als ausführender Künstler wurden ursprünglich mehrere Bildhauer aus Venedig vorgeschlagen; heute wird entweder der französische Hofkünstler Barthélemy Prieur oder der Niederländer Johan Gregor van der Schardt genannt.
Die Darstellung einer schwarzen Frau in der Tradition einer Venus-Darstellung gilt für die Zeit der Spätrenaissance und des Manierismus als einmalig und wurde unter anderem als Vanitas-Darstellung verstanden, bei der die erotische Schönheit des unbekleideten Frauenkörpers den zu dieser Zeit als unattraktiv empfundenen Gesichtszügen der Schwarzen gegenübergestellt wurde. Insgesamt sind 13 Abgüsse der Figur dokumentiert, von denen sich einzelne etwa in der Sammlung des Grünen Gewölbes in Dresden, in der Skulpturensammlung im Liebieghaus in Frankfurt am Main, dem Kunsthistorischen Museum in Wien, dem Louvre in Paris oder im Metropolitan Museum of Art in New York befinden.

## Beschreibung

### Beschreibung der Figuren
Es handelt sich bei allen Figuren um etwa 30 Zentimeter hohe Bronzestatuetten, wobei das Wiener Exemplar mit einer Höhe von 32,5 Zentimeter etwas größer ist als die anderen Figuren. Sie sind in der Ausführung bis auf Details weitgehend identisch und zeigen eine junge, unbekleidete Frau, die sich stehend in einem Handspiegel betrachtet. In der linken Hand hält sie ein kleines Tuch, ein weiteres ist eng um ihren Kopf geschlungen. In der erhobenen rechten Hand hält sie einen runden Spiegel an einem länglichen Griff, in dem sie sich selbst zu betrachten scheint. Anhand der Gesichtszüge ist sie als stereotypisch dargestellte Afrikanerin erkennbar und sie wirkt in die Betrachtung ihres Spiegelbildes versunken. Vor allem die mandelförmigen Augen sind fein ausgearbeitet und mit natürlich wirkenden Lidern ausgestattet. Das linke Bein ist als Standbein fest mit der kleinen, ovalen und eine Grasfläche andeutenden Plinthe verbunden, das rechte ist als Spielbein leicht erhoben und steht nur mit den Zehenspitzen auf dem Boden. Es ist angewinkelt und lehnt mit dem Unterschenkel an dem des Standbeins. Die Hüfte ist auf der Seite des Standbeins höher, wodurch sie eine Schräge bildet, die vom Unterkörper weiter ausgeführt wird. Brust und Schulter neigen sich wiederum im Kontrapost in die Gegenrichtung. Die Arme der Figur sind weit ausgreifend.
Die Dresdner Figur wird als barockisierte Version betrachtet, da sie durch eine Halskette, Ohrringe und einen Armreif sowie einen etwas mehr ausgeschmückten Spiegel ergänzt wurde und sich so von den anderen Statuetten unterscheidet. Sie befindet sich zudem auf einem runden und gedrechselten, hölzernen Fuß mit einem Durchmesser von 12,6 Zentimeter, aber auch andere Figuren haben teilweise einen entsprechenden Sockel.

Afrikanerin mit Spiegel im Metropolitan Museum of Art
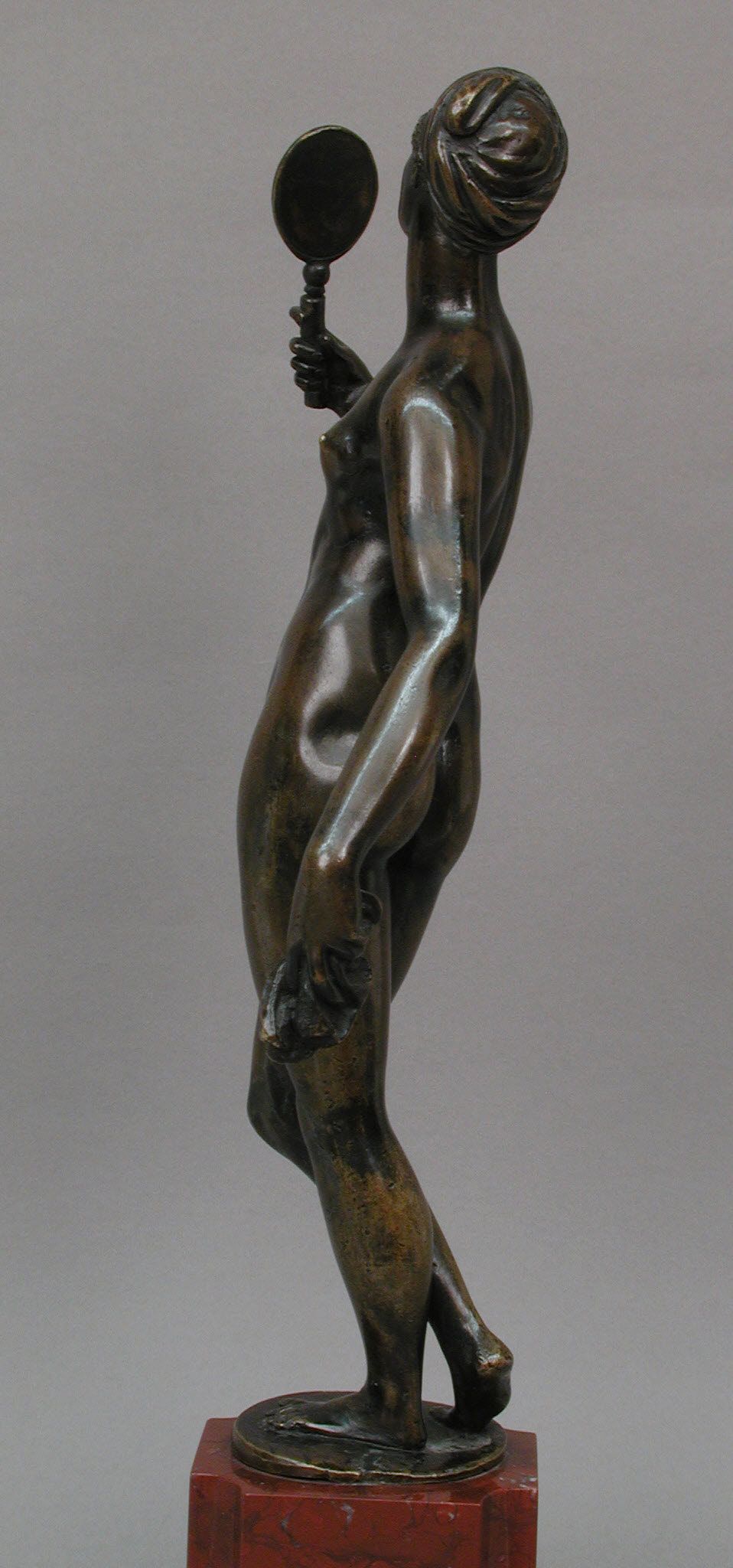
Seitenansicht links
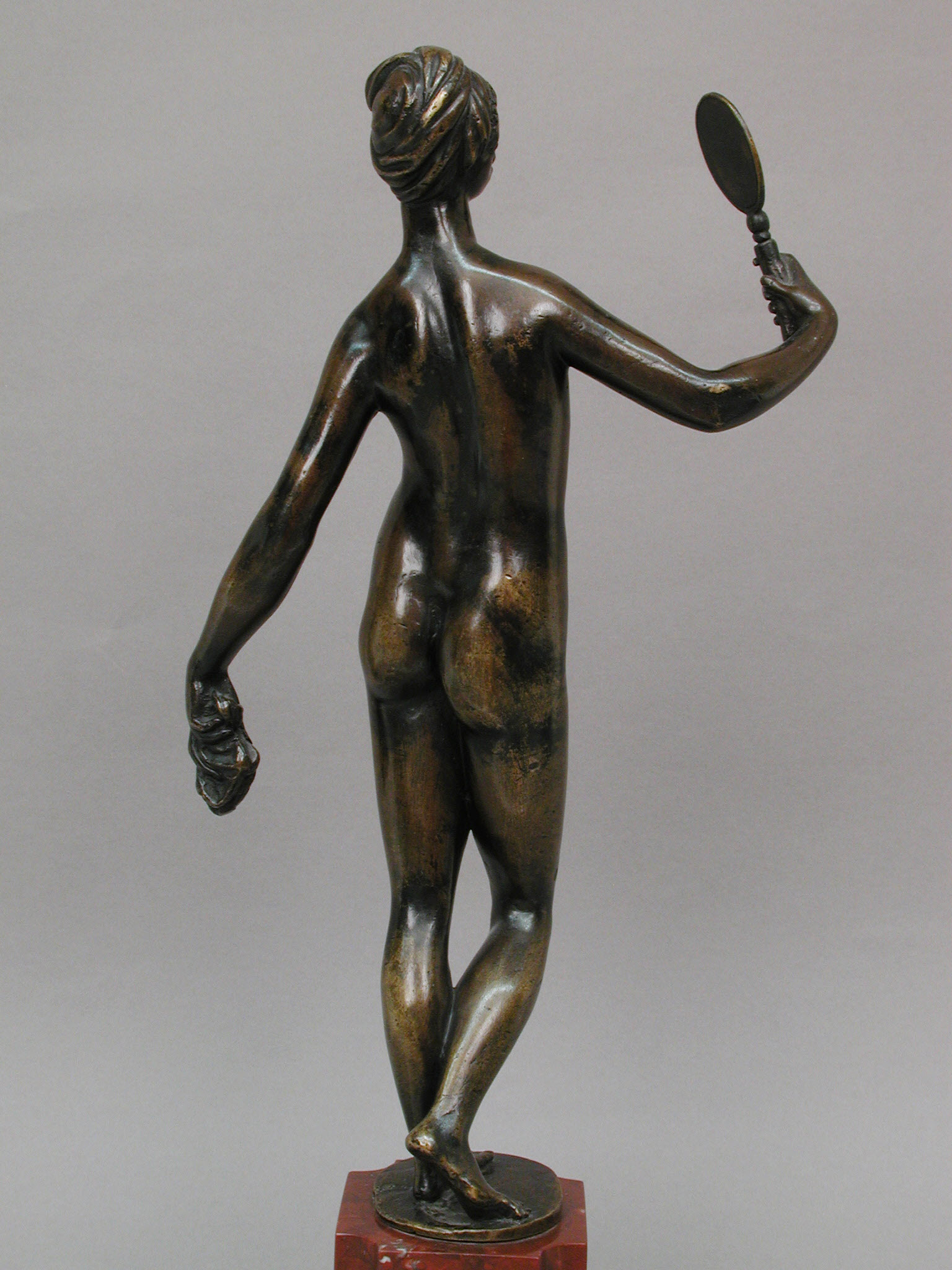
Rückenansicht
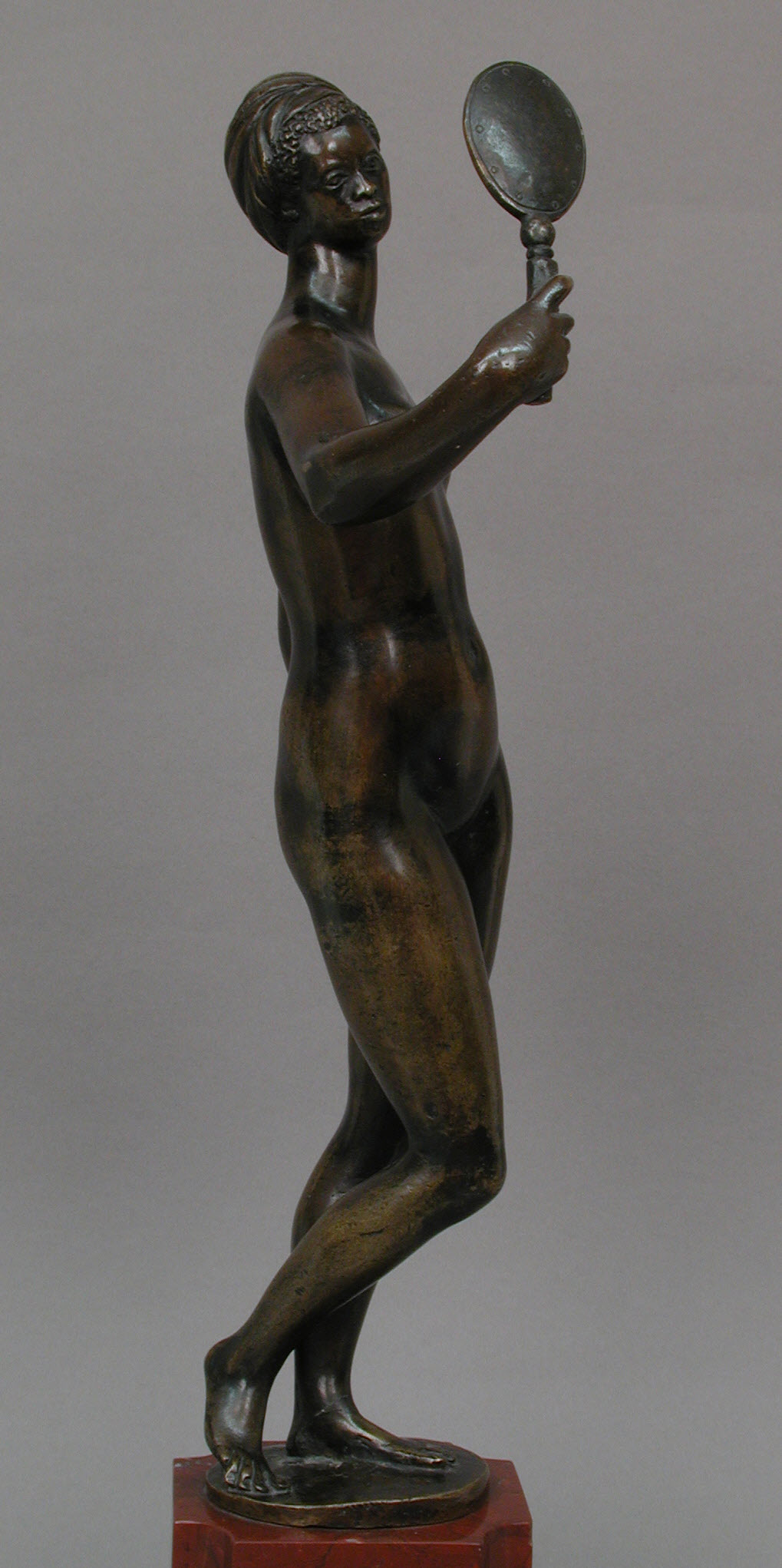
Seitenansicht rechts

Nach Maraike Bückling entsteht durch die Körperhaltung der Eindruck eines leichten Schwankens, der auch aus anderen Blickwinkeln vorhanden ist. Er entsteht durch die sowohl durch das im Knie gebeugte rechte wie auch das gestreckte linke Bein, wodurch sich die Figur von der Seite betrachtet nach vorne zu neigen scheint. Verstärkt wird der Eindruck durch den nach vorn weisenden rechten Arm mit dem Spiegel, ausgeglichen durch den nach hinten weisenden linken Arm. In der Rückenansicht „dominiert der s-förmige Schwung, der den ganzen Körper von den Beinen über das gebogene Rückgrat bis zur Wendung des Kopfes durchzieht.“

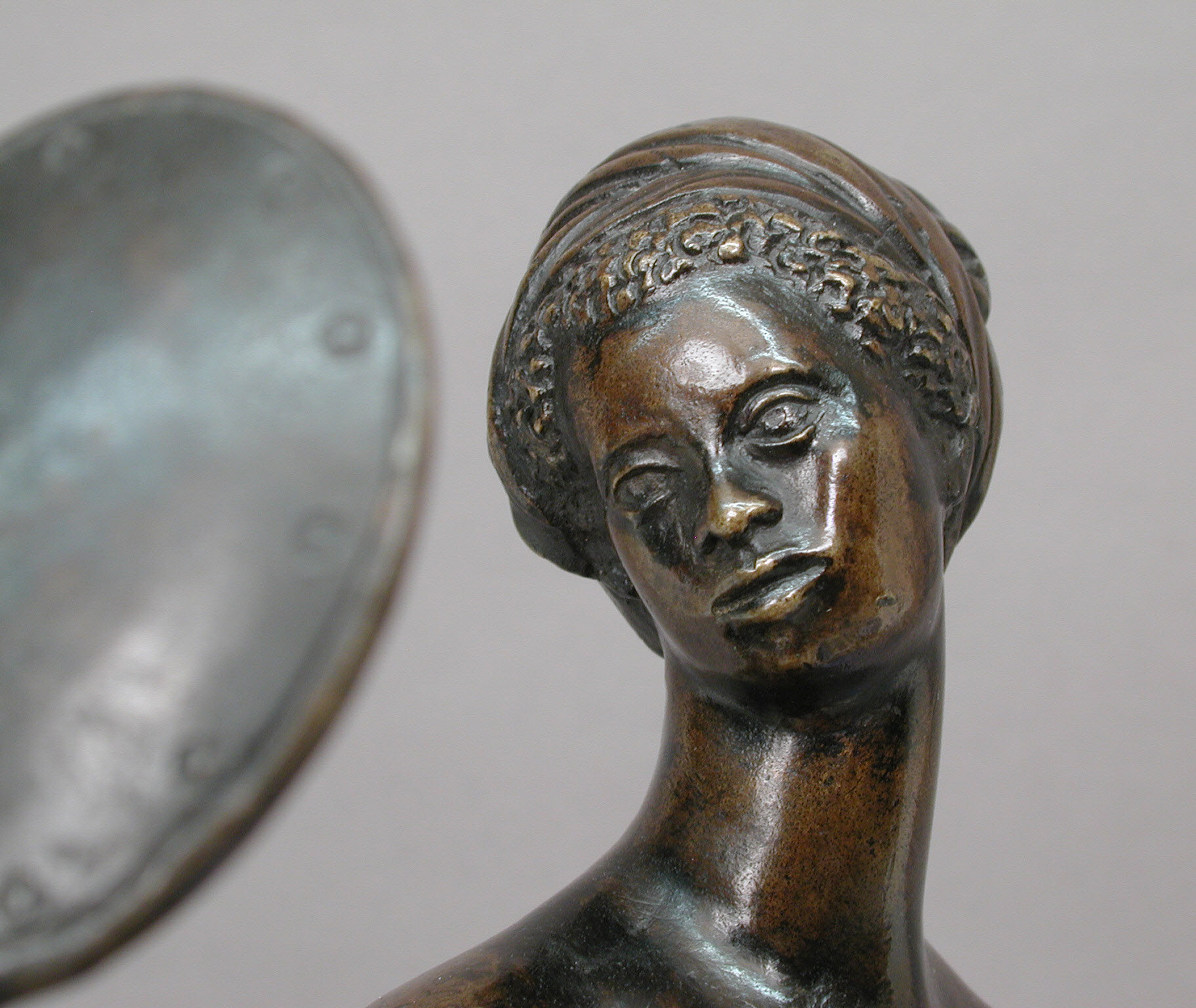
Afrikanerin mit Spiegel im Metropolitan Museum of Art, Gesichtsdarstellung

Bückling stellt zudem in ihrer Beschreibung die Proportionen des Körpers als Besonderheit heraus: „Der gestreckte Rumpf mit schlanker Brust- und Schulterpartie ruht auf langen, fülligen Beinen. Der Unterkörper, mit hoch ansetzenden Hüften, ist mit einem kleinen, sich vorwölbenden Bauch versehen. Lange Arme begleiten den Körper. Auf überlangem, leicht gebogenen Hals sitzt der im Vergleich zum Hals und zum Körper sehr kleine, kugelige Kopf.“ Dieser findet ihrer Ansicht nach ein Pendant in dem runden Spiegel, in den der Blick gerichtet ist. Die Gesichtszüge sind zudem kleinteilig und detailliert, wodurch die afrikanischen Gesichtszüge besonders deutlich erkennbar und unterstrichen werden. Nach Herbert Beck verleiht die langgestreckte Proportionalität „allen Partien Festigkeit“ und „Umriß und Körpervolumen stehen in einem ausgeklügelten Verhältnis zueinander“, wodurch eine „vollrunde, ausgreifende Komposition“ entsteht, „die von allen Seiten befriedigende Ansichten bietet“. Nach seiner Darstellung entfaltet „die Statuette ihren Sinnenreiz im Gegenspiel von Gestik und Körperdrehung, Plastizität und Feingliedrigkeit, tänzerischer Anmut und dem Ausdruck melancholischer Versunkenheit“.

### Material, Oberfläche und Patina
Die Statuetten sind in ihrer Form weitgehend gleich und unterscheiden sich vor allem durch die Nachbehandlung nach dem Guss und die leicht unterschiedliche Färbung der Figuren. Alle bekannten Statuetten wurden aus Bronze hergestellt, einer Metalllegierung aus Kupfer und Zinn in einem Hohlgußverfahren, danach wurden sie künstlich patiniert. Das Original der Figur gilt als verschollen. Die Bronze als Gussmaterial gibt den gegossenen Figuren eine für Bronzestatuen typische goldgrünliche Färbung, die auch hier vorhanden ist. Über dieser Bronze befindet sich bei den Statuetten eine rötlichbraune Patina, die bei den Figuren teilweise abgegriffen ist und die Farbe der Bronze stellenweise durchschimmern lässt. Hinzu kommen Lichtreflexe, die der Figur eine „farbig changierende Oberfläche“ geben.
Nach Bückling gilt die Frankfurter Figur mit ihrer goldfarbenen Patina durch einen dunklen, rötlichbraunen und abgegriffenen Lacküberzug, der die Bronze durchschimmern lässt, als einzigartig, und nur die New Yorker Figur gleiche ihr „in der Feinheit der Oberfläche“.
Die verschiedenen Nachbildungen (Repliken) unterscheiden sich vor allem im Grad der Nacharbeiten, der Patina und dem aktuellen Zustand. Größenunterschiede sind teilweise auf unterschiedliche Gussformen zurückzuführen, da nicht alle Figuren aus der gleichen Werkstatt stammen und einige der Figuren wahrscheinlich später von bereits vorhandenen Figuren abgeformt wurden. Die Tabelle weiter unten gibt einen Überblick über die Einzelfiguren und ihren Zustand (Stand 1991, nach Bückling 1991).

## Geschichte

### Zuordnung
Keine der Figuren der Afrikanerin mit Spiegel ist mit einer Signatur oder einem anderen Hinweis auf die Herkunft gekennzeichnet, wodurch es keine direkten Hinweise auf einen Bildhauer, eine Werkstatt oder auch nur eine Nationalität gibt. Das Original und die Abgüsse wurden wahrscheinlich in der zweiten Hälfte des 16. oder der ersten Hälfte des 17. Jahrhunderts in Frankreich oder den Niederlanden gefertigt. Zunächst galt sie als Werk eines italienischen Meisters und wurde unter anderen Giovanni da Bologna, Benvenuto Cellini, Bartolomeo Ammanati, Alessandro Vittoria oder Danese Cattaneo zugeordnet. Nach einem Ausstellungskatalog, in dem die Figur 1979 als Neuerwerbung des Liebieghauses vorgestellt wurde, wurde sie als aus Venedig stammend eingeordnet.
Mittlerweile wird sie alternativ dem französischen Hofkünstler Barthélemy Prieur oder dem Niederländer Johan Gregor van der Schardt zugeschrieben, die beide zeitweise in Italien gearbeitet haben. Das Metropolitan Museum gibt keine Zuordnung an, klassifiziert die Statuette allerdings als „wahrscheinlich niederländisch“.
Johan Gregor van der Schardt arbeitete als Bildhauer in Italien und kam 1569 nach Wien, wo er für Maximilian II. arbeitete und unter anderem mit dem Goldschmied Wenzel Jamnitzer in Nürnberg zusammenkam. Durch sein Wirken in Nürnberg könnte van der Schardt als mögliches Vorbild eine Zeichnung Albrecht Dürers verwendet haben, die eine unbekleidete, allerdings weiße Frau mit einem Tuch um den Kopf, einem Spiegel in der Rechten und einem Handtuch in der Linken zeigt. Ähnlichkeiten der Afrikanerin bestehen zu anderen Bronzefiguren van der Schardts, etwa dem Götterpaar Merkur und Minerva sowie den Vier Jahreszeiten.
Barthélemy Prieur dagegen war Hofbildhauer am Hof von Heinrich IV. und wurde bekannt für mehrere Großplastiken, vor allem Grabdenkmäler, sowie Kleinbronzen. Maraike Bückling argumentiert die Zuordnung zu Prieur vor allem mit Ähnlichkeiten in der Oberflächenmodellierung und der ausgreifenden Gliedmaßen zu verschiedenen Kleinplastiken des Künstlers wie dessen Bronzestatuetten von Henri IV. und der Maria de’ Medici sowie einer Serie von ihm zugeordneten Kleinbronzen, vor allem den Darstellungen einer Magd und eines Kavaliers, sowie eines Meermädchens, die in den Proportionen mit der Afrikanerin übereinstimmen.

### Original und Repliken
Neben denen in Dresden, in Frankfurt am Main und im Metropolitan Museum of Art in New York gibt es weitere Statuetten dieses Typs, dokumentiert sind 13 Figuren. Davon befinden sich neben den genannten je eine im Kunsthistorischen Museum in Wien, im Herzog Anton Ulrich-Museum in Braunschweig, im Louvre in Paris, im Musée des Beaux-Arts d’Orléans, im Musée de Grenoble sowie zwei in Privatbesitz, der Verbleib von drei weiteren ist ungewiss.
In einer Beschreibung zum Inventar zum Bronzenzimmer des Grünen Gewölbes von 1733 wurde die Statuette wie folgt beschrieben:

„Eine kleine metallne statua, eine nackende ***, hält in der rechten Hand einen Spiegel, in der lincken ein Schnupftuch […].“

Darüber, welche Figuren die ältesten und ursprünglichsten sind, herrscht Uneinigkeit. Bei allen bekannten Exemplaren handelt es sich laut Maraike Bückling und Ursel Berger um Nachgüsse, während das Original verschollen ist. Nach Bergers Ansicht kommt die im Vergleich zu den anderen Figuren etwas größere Version im Wiener Kunsthistorischen Museum dem Original wahrscheinlich am nächsten. Sie geht davon aus, dass alle anderen Figuren Abgüsse von einer dem Wiener Exemplar nahekommenden Version sind. Maraike Bückling sieht dagegen die Figur im Frankfurter Liebieghaus zusammen mit der in New York und einer weiteren in privater Hand als ursprünglichste Figuren, die direkt aus der Werkstatt Prieurs kommen. Sie begründet dies mit der Sorgfalt der Nacharbeiten und der sehr ähnlichen Patinisierung dieser Figuren sowie der Ausgestaltung des Gesichts.
Bückling sieht die Wiener Figur als eine von einer der ursprünglichen Versionen der Figur nachgebildeten Replik, wodurch sie auch die von den Originalen abweichenden Größen erklärt, die die Wiener Figur massiger erscheinen lässt. Sie schließe sich diesen „hinsichtlich der Körpermodellierung eng an“, unterscheide sich aber vor allem durch die parallel zueinander verlaufenden Schraffierungen und auch durch „zahlreiche, unscharfe, fast grob belassene Detailformen.“ Sie sieht es als Möglichkeit an, dass auch die Wiener Figur aus der Werkstatt Prieurs kommt, aber nicht direkt von ihm stammt. Alle weiteren Figuren unterschieden sich etwas stärker von den bisher benannten. So besitzt die Braunschweiger Figur weniger stark ausgearbeitete und europäischer wirkende Gesichtszüge; sie „besitzt ein ovales Gesicht mit hoher Stirn, pausbackigen Wangen, einem kleinen, spitzen Kinn, einem kleinen herzförmigen Mund mit hochgewölbter Oberlippe sowie einer schlanken, zierlichen Nase.“ Die Dresdner Version mit ihren zusätzlichen Verzierungen und Modellierungen schließt Bückling aus dem Künstlerkreis um Prieur aus und auch die Pariser Figur und die Version in Orléans ordnet sie späteren Bearbeitern zu. Dabei handelt es sich wahrscheinlich um Kopien aus dem 17. Jahrhundert. Über die weiteren Versionen macht sie keine Aussagen.

### Provenienzen
Die Provenienzen der einzelnen Statuetten seit ihrer Erschaffung sind teilweise unklar. Das Exemplar des Metropolitan Museum of Art gehörte bis 1925 dem Wiener Industriellen Camillo Castiglioni, danach dem amerikanischen Geschäftsmann Ogden L. Mills. Seit 1926 befindet es sich im Besitz des Museums. Die Statuette im Liebieghaus wurde 1978 mit finanzieller Unterstützung der Bundesrepublik Deutschland in der Auktion der Sammlung des Barons Robert von Hirsch bei Sotheby’s in London für das Liebieghaus erworben. Vorher befand sich die Figur in der Münchener Sammlung von Alfred Pringsheim, es ist jedoch weder bekannt, wann von Hirsch die Statuette von dort erworben hat, noch, wie sie in diese Sammlung kam. Die Dresdner Fassung wurde von August dem Starken in das Grüne Gewölbe des Dresdner Schlosses aufgenommen und verblieb dort.
Die folgende Tabelle gibt den Zustand und die Provenienz der einzelnen Figuren wieder, soweit bekannt (Stand 1991, nach Bückling 1991):.
| Standort                                                                            | Beschreibung, Zustand | Provenienz |
| ----------------------------------------------------------------------------------- | --- | --- |
| Wien, Kunsthistorisches Museum Inv. Nr. 5533                                        | guter Zustand, Spiegel fehlt. Bronze, Reste rötlichbrauner Patina unter fast schwarzer Lackierung, mehrere runde Flecken als Reste von Gußkanälen, Oberfläche mit parallel liegenden Schraffuren, Höhe: 32,5 Zentimeter | 1659 in der Sammlung von Leopold Wilhelm von Österreich erfasst, danach in der Stallburg, Wien, und in der kaiserlichen Schatzkammer (Inventar 1750). 1871 im Unteren Belvedere (Ambraser Sammlung), seit 1891 im Kunsthistorischen Museum Wien. |
| Frankfurt, Liebieghaus Inv. Nr. 1568                                                | vollständig erhalten, sehr guter Zustand (siehe Beschreibung). Bronze, Patina rötlichbraun, Höhe: 30 Zentimeter | Erstmals in der Sammlung von Alfred Pringsheim nachgewiesen, danach in der Sammlung des Barons Robert von Hirsch und 1978 beim Auktionshaus Sotheby’s in London für das Liebieghaus erworben.                                                    |
| New York, Metropolitan Museum Inv. Nr. 26.14.15                                     | vollständig erhalten, sehr guter Zustand (siehe Beschreibung). Bronze, Patina rötlichbraun, Höhe: 29,7 Zentimeter | Bis 1925 bei dem Wiener Industriellen Camillo Castiglioni, danach Verkauf durch Frederic Müller & Cie, Amsterdam an den amerikanischen Geschäftsmann Ogden L. Mills. 1926 als Teil einer Stiftung an das Metropolitan Museum.                    |
| Paris, Musée du Louvre Inv. Nr. OA 7265                                             | guter Zustand, Spiegel fehlt. Bronze, Höhe: 32,2 Zentimeter | Nachgewiesen in der Sammlung von Baron Fernand de Schickler (1835–1909), danach in Besitz von dessen Schwiegersohn Graf Hubert de Pourtàles; angekauft vom Louvre im Mai 1919.                                                                   |
| Orleans, Musée des Beaux-Arts Inv. Nr. 1974                                         | guter Zustand, Spiegel fehlt. Bronze, Patina tiefbraun und opak, Höhe: 30,5 Zentimeter | Möglicherweise aus der Sammlung Guirand, nachgewiesen im Katalog des Musée des Beaux-Arts 1876 |
| Braunschweig, Anton Ulrich-Museum Inv. Nr. Bro 195                                  | guter Zustand, Spiegel fehlt. Bronze, Patina schwarz, z.T abgegriffen, Höhe: 30,3 Zentimeter | Wahrscheinlich Teil der Sammlung von Herzog Anton Ulrich von Braunschweig-Wolfenbüttel, Erstnachweis im Inventar zur Gründung des herzoglichen Museums 1753.                                                                                     |
| Grenoble, Musée de Grenoble Nach Auskunft des Museums nicht auffindbar (Stand 1991) | Zustand unbekannt. Bronze , Höhe: 31 Zentimeter | Provenienz unbekannt |
| Dresden, Staatliche Kunstsammlungen, Grünes Gewölbe Inv. Nr. IX 59                  | vollständig erhalten, sehr guter Zustand (siehe Beschreibung). Bronze mit zusätzlichen Feinarbeiten (siehe Beschreibung), Höhe: 31 Zentimeter (ohne Sockel), 35,4 Zentimeter (mit Sockel)                               | Erstnachweis im Inventar des Bronzen-Zimmers im Grünen Gewölbe 1733, wahrscheinlich mit einem Großteil der Bronzen zwischen 1716 und 1722 in Paris oder Rom.                                                                                     |
| Privatbesitz                                                                        | guter Zustand, Spiegel fehlt. Bronze, Patina rötlichbraun, Höhe: 30 Zentimeter | Provenienz unbekannt |
| Privatbesitz                                                                        | aktueller Zustand unbekannt. Bronze, Patina hell unter ehemals schwarzer Lackpatina, Höhe: ca. 40 Zentimeter, wahrscheinlich gemessen mit Sockel                                                                        | Nachgewiesen in der Sammlung Martin Liebermann, Berlin, danach Frau von Pannwitz, Berlin und Holland, Rosenberg & Stiebel, New York und danach in der J. und B. Linsky Collection; Verkauf durch Sotheby’s in New York 1985.                     |
| Privatbesitz                                                                        | aktueller Zustand unbekannt. Bronze, Reste einer Lackpatina, Höhe: 30 Zentimeter | Provenienz unbekannt, Versteigerung in der Galerie Lempertz im Jahr 1975 |
| ehemals Privatbesitz Sammlung Maurice Kann verschollen                              | aktueller Zustand unbekannt. Bronze, Höhe: 31 Zentimeter | Nachgewiesen in der Sammlung Maurice Kann, verkauft in der Galerie Georges Petit, Paris, 5.–8. Dezember 1910. |
| ehemals Privatbesitz Sammlung Pourtàles verschollen                                 | aktueller Zustand unbekannt. Bronze, Höhe: 31 Zentimeter | Nachgewiesen in der Sammlung Pourtàles, danach Verkauf in die Sammlung Marquise de Ganay |
| Privatbesitz                                                                        | aktueller Zustand unbekannt. | Provenienz unbekannt, Verkauf am 10. Dezember 1971, Palais Galleria. |

## Motivtradition, Deutung und Rezeption

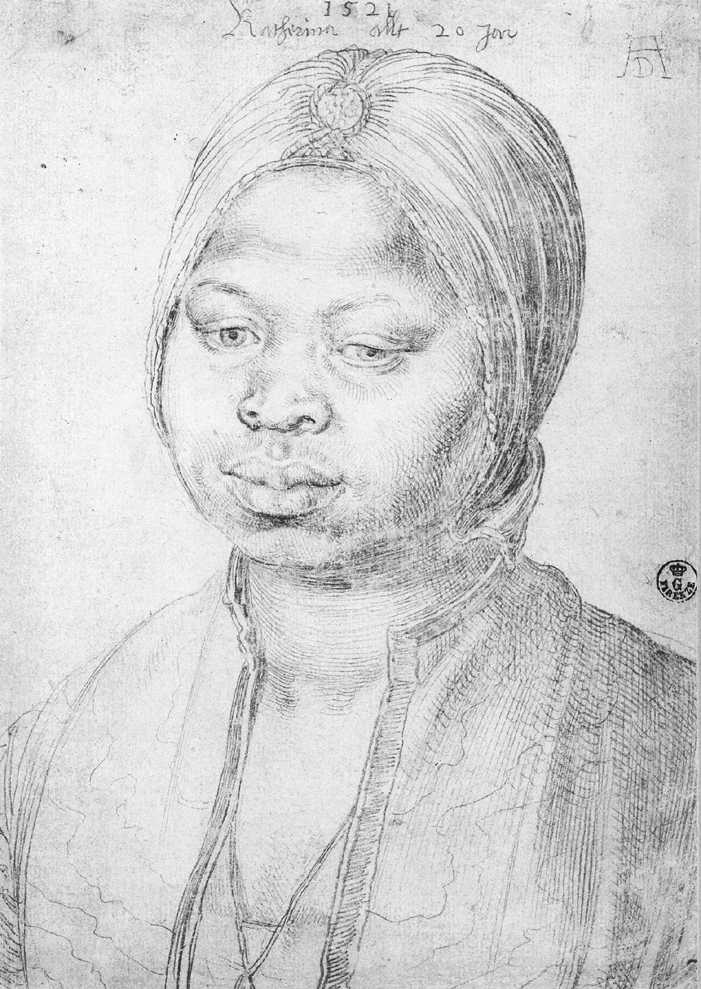
Albrecht Dürer: Porträt der Afrikanerin Katherina, 1521

Badende und aus dem Bad kommende Frauen in der Malerei und der Bildhauerei werden seit der Antike als Venus-Darstellungen interpretiert, auch wenn ein Zusammenhang mit der mythologischen Liebes- und Schönheitsgöttin nicht direkt besteht. Auch bei der Darstellung der Afrikanerin wird auf dieses Motivgefüge zurückgegriffen, vor allem durch das um den Kopf gewickelte sowie das in der Hand gehaltene Badetuch und durch den Spiegel, der „zur Vergewisserung und Zurschaustellung ihrer Schönheit“ dient. Einen wesentlichen Unterschied zu anderen Ausführungen bildet hier jedoch die von den Venusfiguren mit europäischen Modellen abweichende Gesichtsdarstellung, die die Gestaltete als Afrikanerin erkennen lässt. Diese ist betont durch das Stereotyp der schwarzen („negroiden“) Frau mit wulstigen Lippen, breiter Nase und krausem Haar, das unter dem Badetuch hervorquillt. Laut Ursel Berger ist es eine „manieristische Schöpfung“, da sowohl der schlanke Figurentypus wie auch das „ungewöhnliche Sujet einer schwarzen Venus“ früher nicht möglich gewesen wären.

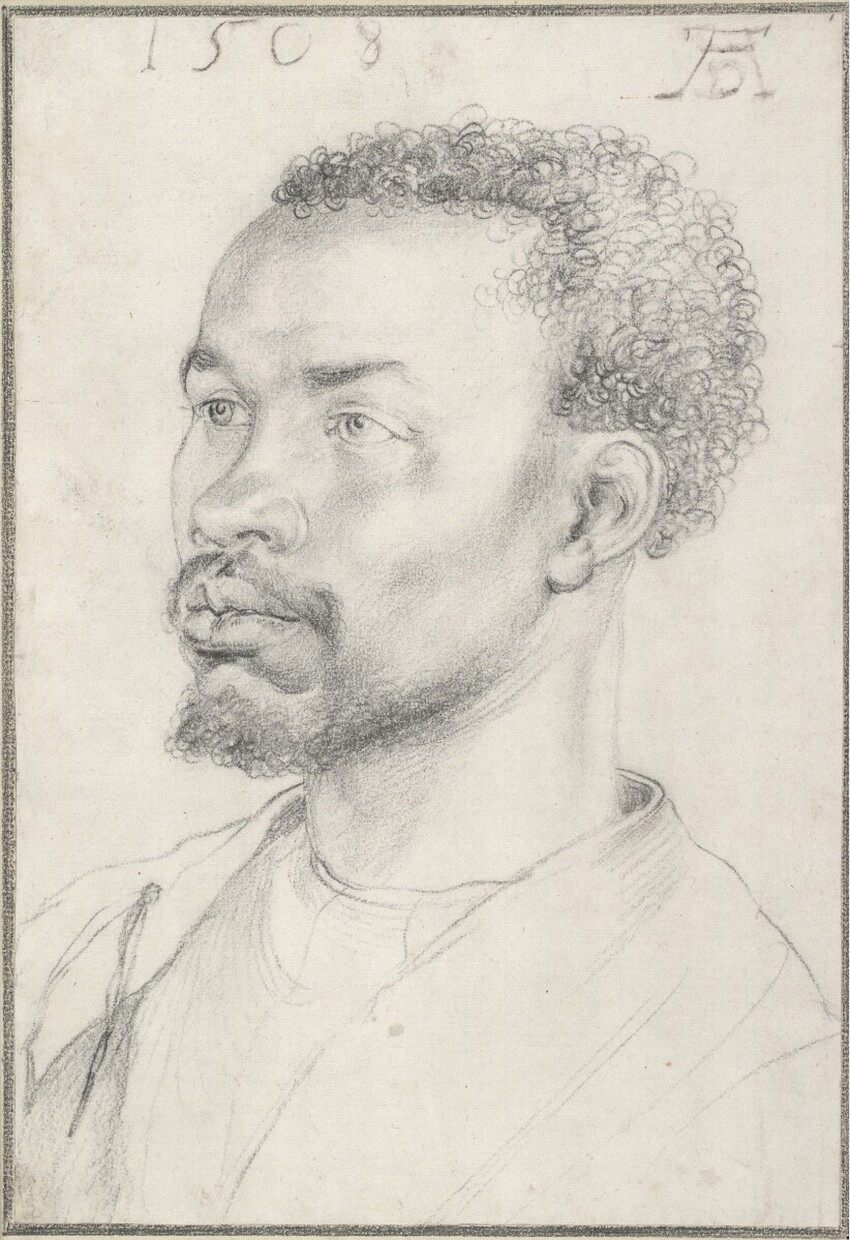
Albrecht Dürer: Bildnis eines Afrikaners, 1508
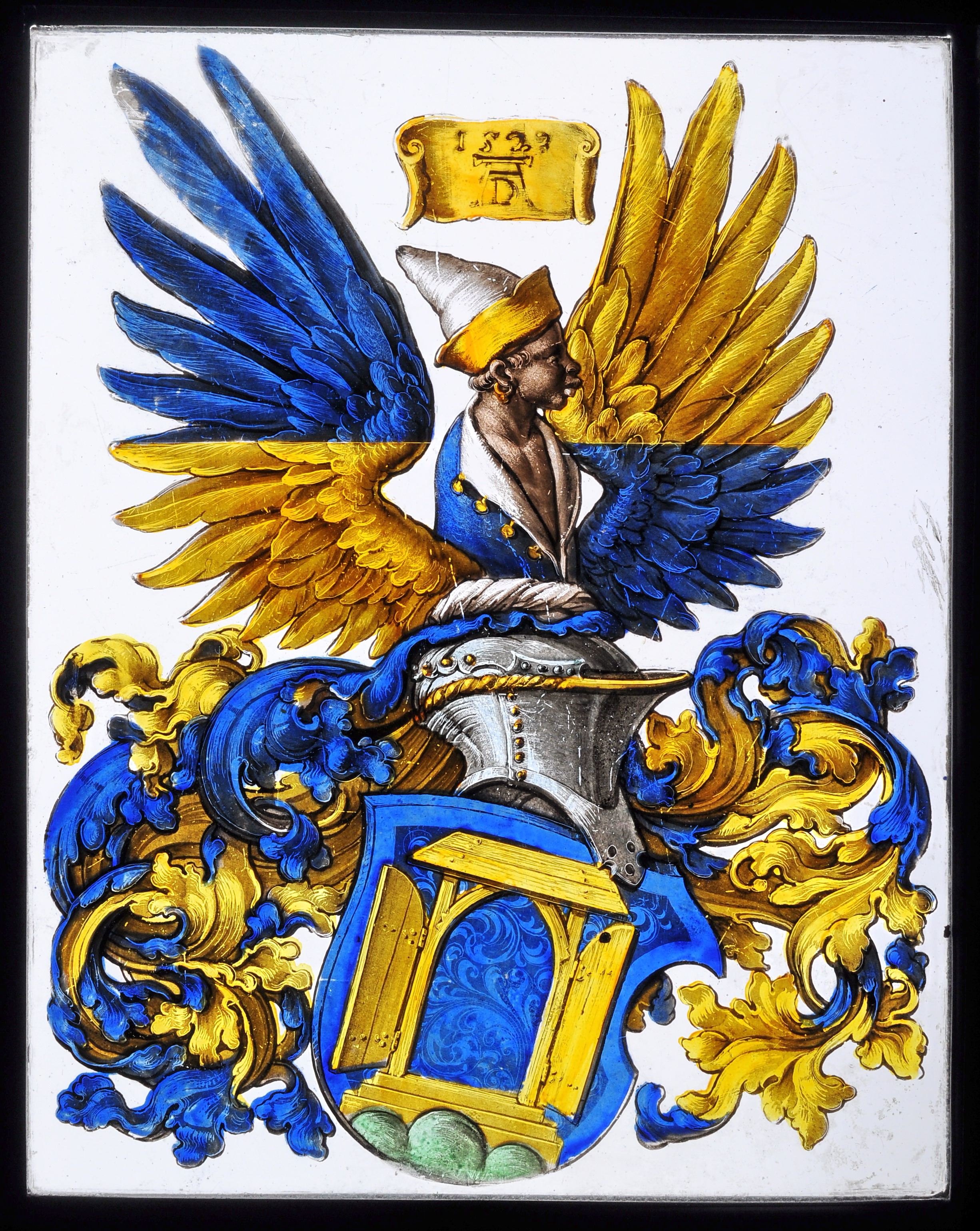
Dürerwappen, gemalt von einem unbekannten Glasmaler
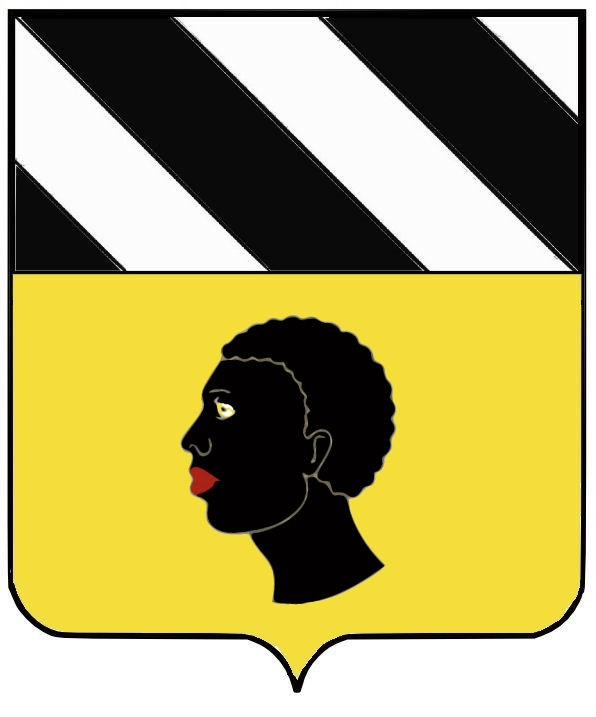
Das Wappen derer von Tucher
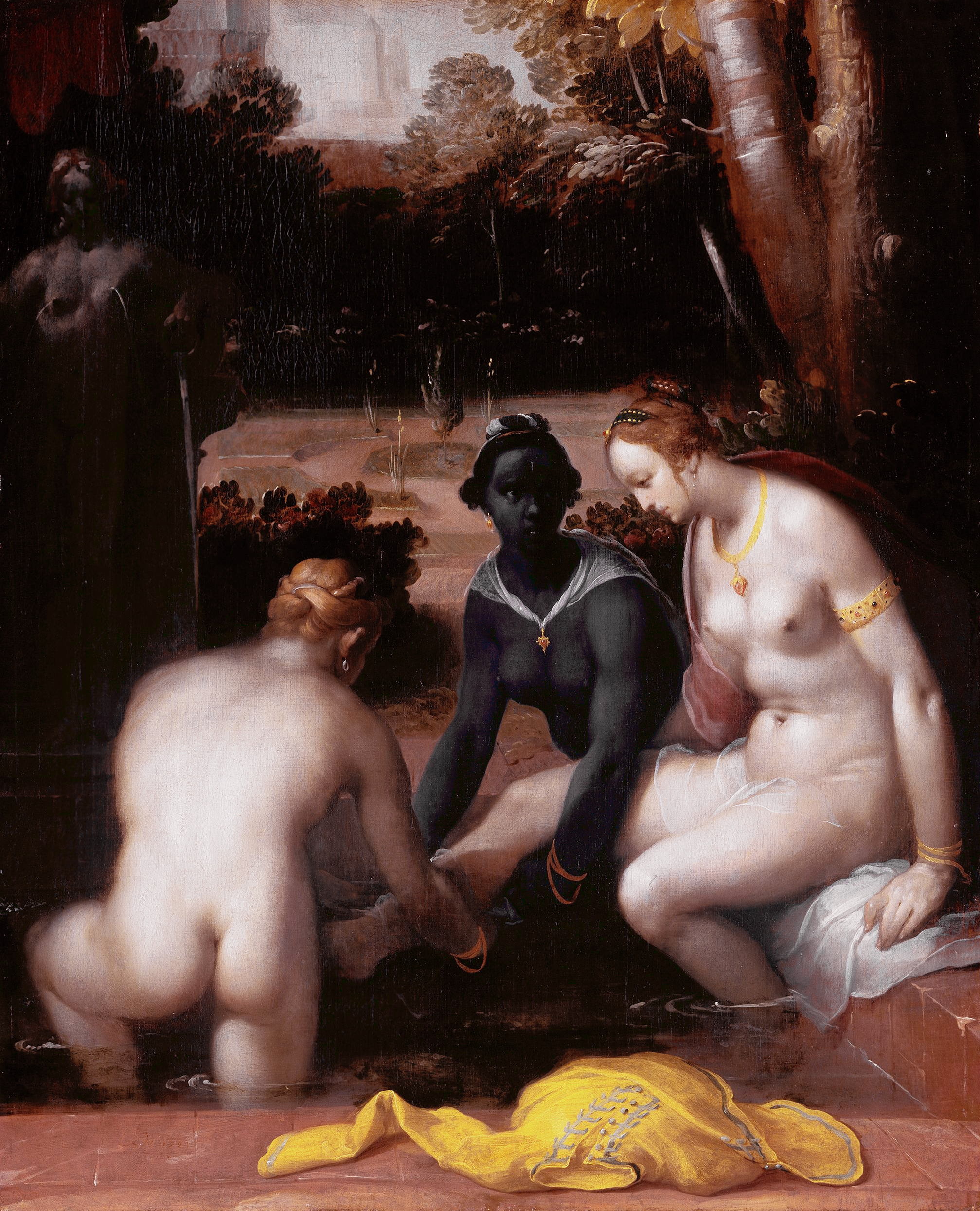
Cornelis van Haarlem: Bathseba im Bad, 1594

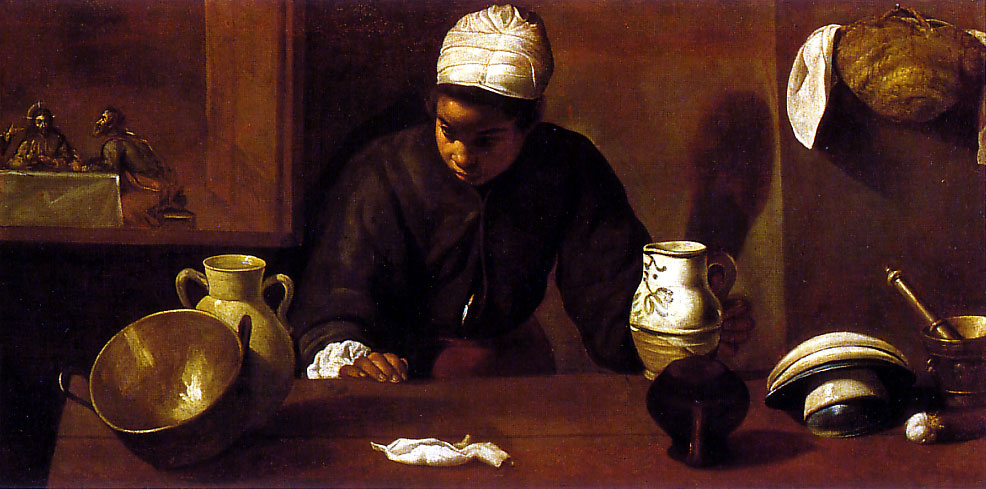
Diego Velázquez: La mulata (La cena de Emaús), etwa 1618

Im Fall, dass der Schöpfer der Figur tatsächlich Johan Gregor van der Schardt war und er sie auf der Basis einer Zeichnung von Dürer in Nürnberg gefertigt hat, ist die Darstellung einer Afrikanerin weniger ungewöhnlich als andernorts. In Nürnberg entstanden mehrere Porträts von Afrikanern unter anderem von Dürer wie sein Bildnis eines Afrikaners von 1508 oder auch das Porträt der Afrikanerin Katherina von 1521. Außerdem trugen mehrere Familien zu der Zeit den Kopf eines Afrikaners („Mohren-“ oder „Negerkopf“) im Wappen, darunter Dürer selbst oder Patrizierfamilien wie die Familie Tucher von Simmelsdorf. Zu dieser Zeit gab es ein großes Interesse an „exotischen“ Völkern und vor allem Afrikaner gelangten über die Sklavenmärkte als Bedienstete an die Häuser reicher Kaufleute und an den Hofstaat europäischer Fürsten. In Dürers Zeichnung der Afrikanerin „Katherina“ porträtierte er etwa die 20-jährige Dienerin des mit ihm befreundeten portugiesischen Handelsvertreters João Brandão in Antwerpen, bei dem Dürer zu Gast war. Um 1618 entstand das Gemälde La mulata (La cena de Emaús) des spanischen Malers Diego Velázquez, das ebenfalls eine schwarze Hausangestellte zeigt. Er setzt sie in einen biblischen Kontext in Form einer Küchenszene beim Abendmahl in Emmaus, das im Hintergrund stattfindet.

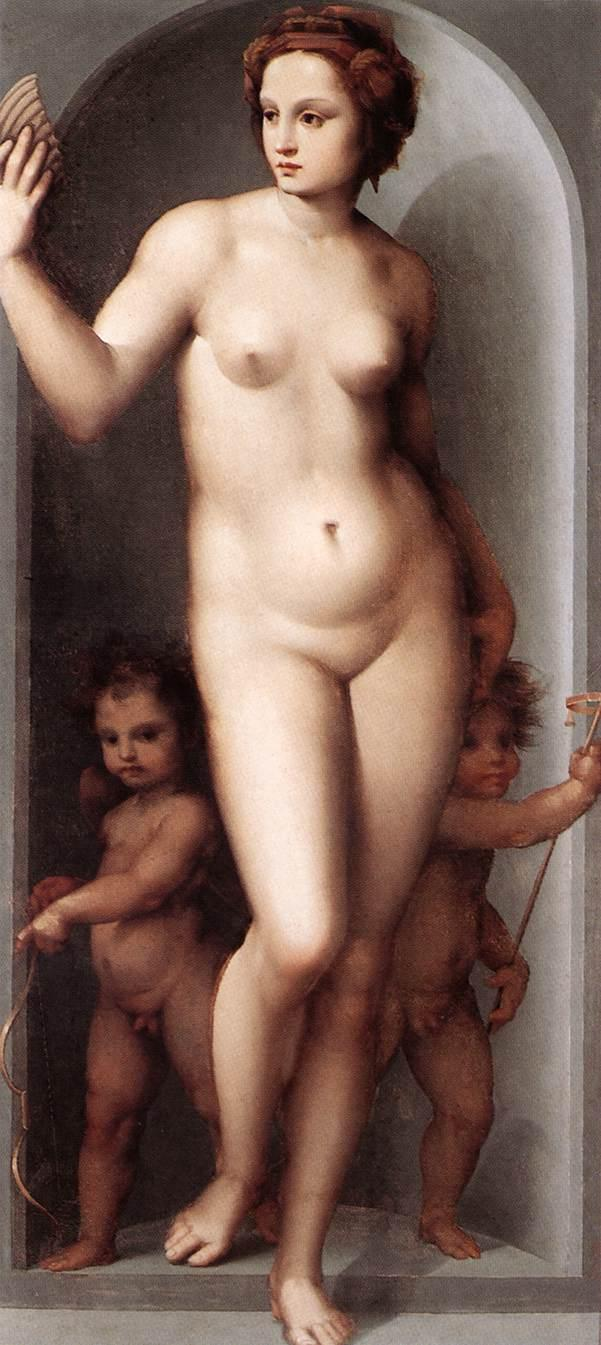
Andrea del Brescianino: Venus, um 1520 bis 1525

Die Darstellung einer schwarzen Frau in der Tradition einer Venus-Darstellung ist für die Zeit allerdings ungewöhnlich oder sogar einmalig. Darstellungen von jungen Frauen mit Spiegel als Venusdarstellungen sind seit der Antike in großer Zahl vorhanden und auch in der Renaissance gibt es zahlreiche Abbildungen dieses Typs, etwa von Jean Cousin, Albrecht Dürer oder Andrea del Brescianino, die der Figur motivisch und in der Körperhaltung nahekommen. Der Spiegel wird dabei zum einen als Symbol für die Schönheit und Kennzeichen der Venus, zum anderen jedoch auch als „Attribut der Allegorie der Vanitas, der Luxuria, der Imitatio und der Prudentia“. Zudem greift die Figur das beliebte Thema der Frauen nach dem Bade auf, gekennzeichnet durch die Badetücher. Die Dargestellte blickt in den Spiegel, „entwickelt jedoch nicht den Eindruck einer der Eitelkeit verfallenen Frau“, die sich „an ihrer Schönheit vor dem Spiegel weidet“. Im Gegenteil ist ihr Gesicht ausdruckslos und obwohl sie sich in ihrer Nacktheit dem Betrachter darbietet, signalisiert sie durch den nach innen gedrehten und zum Gesicht weisenden Spiegel eine Abweisung, „um ungestört und selbstvergessen ihr Spiegelbild zu betrachten.“ Beck sieht als bestechendste Eigenschaft der Figur „ihre Distanz zu dem antikisierenden Gestaltungskanon zeitlich verangehender Bronzen, ihre im Vergleich zu Bronzen der Renaissance weitergehende Abstraktion zugunsten einer fließenden Vereinheitlichung der allansichtigen Form und die damit verbundene Selbständigkeit einer dem neuen, dem manieristischen Ideal verpflichteten Bildidee“, die ihre Sonderstellung betont.
„Für die Wahl einer Schwarzen als exemplarische Darstellung der weiblichen Schönheit lassen sich weder in der Antike noch in der bildenden Kunst des 16. Jahrhunderts Vorbilder finden“, schrieben sowohl Maraike Bückling wie auch Herbert Beck. In der Regel beschränkten sich „vorurteilsfreie“ Darstellungen Schwarzer auf die Königin von Saba und auf Casper, einen der Heiligen Drei Könige. In der Regel wurden sie als Bedienstete oder Sklaven dargestellt oder erschienen in Wappen und Emblemen, um ihre Exotik zu stilisieren. Bei der Bathseba im Bad von Cornelis van Haarlem und ähnlichen Werken konnten schwarze Frauen auftauchen, „um die Schönheit einer beim Bade gezeigten hellhäutigen Frau durch die Kontrastwirkung einer schwarzen Dienerin“ hervorzuheben. Aus dem Manierismus und dem frühen Barock sind Liebesgedichte auf schwarze Sklavinnen unter anderem von dem Lyriker Giam Battista Marino („La bella schiava“) oder auch von William Shakespeare überliefert, allgemein galten schwarze Frauen allerdings als hässlich. In diesem Kontext wurde die Darstellung der Frau dieser Figur mit betont afrikanischen Gesichtszügen auch als Vanitas-Thema interpretiert. Die „erotische Komponente“ der Figur, die mit ihren langen Gliedern und ihrer hoch angesetzten Brust dem Schönheitsideal der Zeit des Manierismus entsprach, trug wahrscheinlich zur Beliebtheit bei, was vor allem durch die geschmückte Dresdner Version auffällt. Gerade bei dieser Version sind jedoch auch die Gesichtszüge und der Spiegel durch eine zusätzliche Rahmung besonders betont, wobei also gerade bei ihr „der intendierte Gegensatz zwischen klassischer Schönheit und unklassischer Fremdheit besonders stark zum Ausdruck“ kommt.
Herbert Beck führte das Entstehen der Figur gerade im Kontext der Entstehung von Sammlungen in bürgerlichen Kunstkammern auf die Verbindung von ästhetischem und ethnologischem Interesse zurück, „das erdenklich Schöne um die neu entdeckte, fremdländische Facette zu bereichern.“ Er äußerte sich in seiner Darstellung der Figur zudem zur „Zweckbestimmung“ dieser Art von Statuetten. Seiner Ansicht nach darf aus dem zu ihrer Entstehungszeit besonders großem Interesse an derartigen Kleinskulpturen geschlossen werden, dass sie „ehemals für die Ausstattung des Hauses eines Kunstliebhabers oder zur Eingliederung in die Sammlung einer Kunstkammer erworben wurde.“ Einen lediglich dekorativen Wert schließt er aus, stattdessen sei die Verbreitung derartiger Kleinplastiken im privaten Bereich vor allem höherstehender Persönlichkeiten „eine Aneignung zuvor vornehmlich der Repräsentation kirchlich-kultischer oder öffentlich-politischer Werte dienenden Kunst.“ Durch die Herstellung solcher Sammlerstücke sei die individuelle Verfügbarkeit möglich geworden. Die „Allansichtigkeit“ der Figur bezieht er auf das zeitgenössische Traktat Trattati dell’ Oreficeria e della Scultura di Benvenuto Cellini, einen Aufsatz von Benvenuto Cellini aus dem Jahr 1568, nach dem sich eine Figur nicht nur aus wenigen Ansichtsseiten, sondern aus allen Betrachtungsmöglichkeiten zusammensetzen soll, und er führte weiter aus, dass diese Forderung an die Einzelfigur vor allem sichtbar wird im Kontext einer Sammlung oder dem Ensemble einer Kunstkammer. Zugleich schrieb er, dass mit der gewachsenen Beliebtheit und Nachfrage dieser kleinformatigen Kunstwerke vor allem der Bronzeguss bevorzugt wurde, der es „erlaubt, von ein und demselben Bildhauermodell eine Serie von Abgüssen herzustellen“ und bei dem erst die nachträgliche Feinarbeit, die Ziselierung und die Oberflächenbehandlung die „Perfektion des Werkes“ bestimmt.
Der niederländische Künstler Jacob de Backer nutzte die Körperhaltung der Afrikanerin mit Spiegel als Vorlage für einige Gemälde, zum Beispiel seine Juno mit goldener Sichel in der Vorderansicht und Minerva mit einem Speer bzw. Minerva als Bellona in der Rückenansicht. Auf die Verbindung der Statuette wurde nach Bückling von M. Leithe-Jasper 1986 hingewiesen, sie bezieht sich zudem auf die Darstellung in einem Aufsatz von Justus Müller Hofstede von 1973 und weist darauf hin, dass die starke Rückendrehung, die bei der Statuette erst in der Seitenansicht sichtbar ist, bei de Backer durch den Schattenwurf des nach hinten gedrehten Armes deutlich wird und die Armhaltung damit im Widerspruch steht zu dem weiter vorn stehenden Medusenschilds. Dieses Detail weist nach ihrer Ansicht darauf hin, dass die Statuette Vorbild für das Gemälde war und nicht umgekehrt. De Backer veränderte entsprechend die Gesichtszüge und tauschte den Spiegel gegen einen Speer und das Badetuch gegen den Medusenschild.

## Namensgebung
Eine historisch überlieferte Bezeichnung für die Statuetten durch einen Künstler existiert nicht und entsprechend war und ist sie in den verschiedenen Institutionen und über die Zeit unterschiedlich. In Deutschland war die Figur historisch unter der Bezeichnung „Negervenus“ bekannt, wurde jedoch sowohl in Dresden wie auch in Frankfurt in den letzten Jahren umbenannt. Das Dresdner Exemplar findet sich entsprechend heute in der Datenbank der Staatlichen Kunstsammlungen Dresden als Afrikanerin mit Spiegel, nachdem es vorher bereits zur „Schwarzafrikanerin mit Spiegel, so genannte Schwarze Venus“ wurde, die Statuette in Frankfurt als Schwarze Venus. Auch die englische Bezeichnung wurde angepasst, aus der Black Venus wurde im Metropolitan Museum die „Badende“ („Bather“). Das Exemplar im Louvre heißt heute Vénus, genannt Vénus noire.
Im Rahmen der Umbenennung der Staatlichen Kunstsammlungen Dresden, bei der die Bestände nach „rassistischen und anderweitig diskriminierenden Begriffen“ durchsucht und zahlreiche Benennungen von Kunstwerken angepasst wurden, kam es zu Diskussionen in der Presse und Bevölkerung. Der Abgeordnete Thomas Kirste der Fraktion der Partei AfD im Sächsischen Landtag hatte in einer Kleinen Anfrage (Drs. 7/7287) um Auskunft über die Umbenennungen gebeten und sie nachfolgend öffentlichkeitswirksam verurteilt. Die Empörung wurde von zahlreichen Zeitungen aufgegriffen, teilweise mit Nennung der Afrikanerin mit Spiegel als Beispiel, vor allem von der Bild, jedoch auch von der Berliner Zeitung sowie der österreichischen Zeitung Der Standard. Dabei wurde die Umbenennung mit Begriffen wie „Bildersturm“, „Sprachpolizei“ und „Cancel Culture“ benannt. Differenzierter stellte etwa die Frankfurter Allgemeine Zeitung das Thema dar.
In einem Antrag der AfD-Fraktion im Oktober 2021 wurde die Rücknahme der Umbenennungen gefordert. Auch der Kunsthistoriker Reinhard Spieler, Vorstandsmitglied des Deutschen Museumsbunds, bewertete die Umbenennung kritisch und sieht Museen als „historische Institutionen“, die eigentlich sichtbar machen sollten, „dass man in anderen Kulturen und zu anderen Zeiten andere Werte vertreten hat.“ Marion Ackermann, Generaldirektorin der Staatlichen Kunstsammlungen Dresden, verteidigte das Vorgehen der Institution und erklärte das Vorgehen in mehreren Stellungnahmen. Sie rechtfertigte die Umbenennung unter anderem damit, dass „damals unreflektiert Begriffe Eingang fanden, die heute eindeutig rassistisch oder diskriminierend bewertet werden“ und spricht sich für eine „äußerste Sensibilisierung der Sprache“ aus.

## Belege
1. 1 2 3 4 5  
Schwarze Venus im Liebieghaus in Frankfurt am Main
2. 1 2 3 4  
Maraike Bückling: Die Negervenus (= Liebieghaus-Monographie Band 14). Frankfurt am Main 1991.
3. ↑  Inventarnummer IX 59.
4. ↑  Inventarnummer OA 7265.
5. ↑  Inventarnummer 26.14.15.
6. 1 2 3 4 5 6 7 8 9 10 11 12 13 14 15  
Ursel Berger: Negervenus, 1. Hälfte 17. Jahrhundert. In: Ekkehard Mai (Hrsg.): Faszination Venus. Bilder einer Göttin von Cranach bis Cabanel. Katalog aus Anlass der Ausstellung Wallraf-Richartz-Museum Köln, Alte Pinakothek München und Koninklijk Museum voor schone Kunsten Antwerpen, 14. Oktober 2000 bis 15. August 2001, Snoek-Ducaju & Zoon 2000, ISBN 90-5349-332-8, S. 485–486.
7. 1 2 3 4 5  
Afrikanerin mit Spiegel (sogenannte Schwarze Venus) in der Online-Sammlung der Staatlichen Kunstsammlungen Dresden, abgerufen am 2. März 2022.
8. 1 2 3 4  
„Beschreibung und Analyse“ In: Maraike Bückling: Die Negervenus (= Liebieghaus-Monographie Band 14). Frankfurt am Main 1991, S. 8–16.
9. 1 2 3 4 5 6 7 8 9 10 11  
Herbert Beck: „Negerin mit Spiegel, sogenannte Negervenus.“ In: Meisterwerke aus der Sammlung von Hirsch, erworben für deutsche Museen. Katalog zur Ausstellung im Wissenschaftszentrum, Bonn-Bad Godesberg, 10. Mai – 4. Juni 1979, im Auftrag des Bundesministers der Innern von der Stiftung Preußischer Kulturbesitz, Berlin, 1979; S. 53–56.
10. 1 2 3  
„Katalog“ In: Maraike Bückling: Die Negervenus (= Liebieghaus-Monographie Band 14). Frankfurt am Main 1991, S. 69–73.
11. 1 2 3  
Statuette: Vénus dite „Vénus noire“ in der Sammlung des Louvre
12. 1 2 3 4  
Bather in der Sammlung des Metropolitan Museum of Art
13. 1 2 3  
„Zuschreibung“ In: Maraike Bückling: Die Negervenus (= Liebieghaus-Monographie Band 14). Frankfurt am Main 1991, S. 8–16.
14. 1 2 3 4 5  
„Die Repliken der Negervenus“ In: Maraike Bückling: Die Negervenus (= Liebieghaus-Monographie Band 14). Frankfurt am Main 1991, S. 28–38.
15. ↑  Collections Camillo Castiglioni de Vienne. 2: Catalogue des bronzes antiques et de la Renaissance. Sous la dir. de Ant. W. W. Mensing (Frederik Muller & Cie). Amsterdam 1925.
16. ↑  
Carolin Alff: Dürers Zeichnungen schwarzer Menschen, Beitrag im Blog des Germanischen Nationalmuseums in Nürnberg, 8. Juli 2021; abgerufen am 8. März 2022.
17. 1 2  
Paul H.D. Kaplan: Black Woman in early modern European art and culture. In: Janell Hobson (Hrsg.): The Routledge Companion to Black Women’s Cultural Histories. Routledge, 2021, S. 485–486. doi:10.4324/9780429243578-6
18. 1 2 3 4 5 6  
„Die schöne Sklavin“ In: Maraike Bückling: Die Negervenus (= Liebieghaus-Monographie Band 14). Frankfurt am Main 1991, S. 50–55.
19. ↑  
Justus Müller Hofstede: Jacques de Backer. Ein Vertreter der florentinisch-römischen Maniera in Antwerpen. In: Wallraf-Richartz-Jahrbuch 35, 1973, S. 227–260; JSTOR.
20. ↑  
Maraike Bückling: Die Negervenus (= Liebieghaus-Monographie Band 14). Frankfurt am Main 1991, S. 56 Anmerkungen 5 und 6.
21. ↑  
Kleine Anfrage des Abgeordneten Thomas Kirste AfD-Fraktion, Thema: „Umbenennungen“ von Objekten durch die Staatlichen Kunstsammlungen Dresden Drucksache 7/7287, Sächsischer Landtag 7. Wahlperiode, 21. Juli 2021, abgerufen am 2. März 2022.
22. ↑  
Jesko von Dohna: „Frau“ statt „Zigeunerin“: Cancel Culture im Dresdner Zwinger: Staatliche Museen benennen 143 Kunstwerke um. auf berliner-zeitung.de, 14. September 2021, abgerufen am 2. März 2022.
23. ↑  
Ronald Pohl: Cancel-Culture: „Zwinger“ und Co: Dresdens Staatsmuseen werden „woke“. auf derstandard.de, 16. September 2021, abgerufen am 2. März 2022.
24. 1 2 3  
Stephan Locke: Umbenennungen in Dresden: Weg mit dem Hottentottenpaar. auf faz.net, 16. September 2021, abgerufen am 2. März 2022.
25. ↑  
Antrag der AfD-Fraktion, Thema: Für einen selbstbewussten Umgang mit der Rezeptionsgeschichte – Politisch motivierte Umbenennungen von Kunstwerken durch die Staatlichen Kunstsammlungen Dresden zurücknehmen. Drucksache 7/7878, Sächsischer Landtag 7. Wahlperiode, 8. Oktober 2021, abgerufen am 2. März 2022.
26. 1 2  
Kunstsammlungen prüfen Titel auf Diskriminierungen. Sächsische Zeitung, 14. September 2021 und auf saechsische.de, 13. September 2021; abgerufen am 8. März 2022.
27. ↑  
Susanne Lenz: Diskriminierende Begriffe: Zwinger-Direktorin zu Cancel Culture: „Die Wahrheit ist etwas komplizierter“. auf berliner-zeitung.de, 15. September 2021, abgerufen am 2. März 2022.